# Losovaara (kulle i Kajana)
Losovaara är en kulle i Finland.   Den ligger i den ekonomiska regionen  Kajana ekonomiska region  och landskapet Kajanaland, i den centrala delen av landet, 500 km norr om huvudstaden Helsingfors. Toppen på Losovaara är 351 meter över havet.
Terrängen runt Losovaara är huvudsakligen platt. Losovaara är den högsta punkten i trakten. Runt Losovaara är det mycket glesbefolkat, med 3 invånare per kvadratkilometer. Närmaste större samhälle är Kajana, 19,1 km nordväst om Losovaara. I omgivningarna runt Losovaara växer i huvudsak barrskog.